# Dolac (Novi Pazar)
Dolac (Servisch cyrillisch Долац) is een plaats in de Servische gemeente Novi Pazar. De plaats telt 87 inwoners (2002).